# برونو بونفاسيو
برونو بونفاسيو هو سائق سباق برازيلي، ولد في 2 نوفمبر 1994 في ساو باولو في البرازيل.

## وصلات خارجية
- الموقع الرسمي
- برونو بونفاسيو على موقع DriverDB.com (الإنجليزية)